# Амер, Маха
Маха Амер (араб. مها عامر‎; род. 27 марта 1999, Каир) — египетская прыгунья в воду, специализирующаяся на прыжках с трамплинов 1 м и 3 м. Участница Олимпийских игр и чемпионата мира. Бронзовый призёр чемпионата мира 2024 года.

## Биография
Маха Амер родилась 27 марта (по другой информации 3 марта) 1999 года в Каире в семье Амины Хаиры и Халеда Амера. У неё есть сестра Али Амер.

## Карьера
Маха Амер вошла в состав сборной Египта на Олимпийские игры 2016 года в Рио-де-Жанейро. Однако, она заняла лишь предпоследнее место в предварительном раунде и не сумела выйти в полуфинал, завершив соревнования с результатом 238,55 балла.
Маха Амер участвовала на чемпионате мира по водным видам спорта 2017 года в Будапеште, где заняла 27-е место на трёхметровом трамплине. Её результат за пять прыжков составил 245,40 баллов.
На тот момент на международном уровне Маха Амер уже участвовала в ряде международных соревнований, в том числе Гран-при.
В 2018 стала выступать за университетский клуб в Арканзасе, где учится с 2018 года. Уже в первый год она завоевала ряд личных наград.
В 2019 году Маха Амер стала бронзовым призёром чемпионата Африки по прыжкам в воду с трёхметрового трамплина в Дурбане.
На чемпионате мира 2024 года в Дохе, Маха в прыжках с метрового трамплина завоевала бронзовую медаль, первую в своей карьере. 